# Irlanda del Nord
Irlanda del Nord és una regió administrativa del Regne Unit situada al nord-est de l'illa d'Irlanda. La seva capital és la ciutat de Belfast.

## Orografia
En aquesta zona afloren les capes més recents: margues triàsiques, cretes secundàries i basalts terciaris de l'altiplà d'Antrim.

## Divisió administrativa
Comprèn sis comtats irlandesos de la regió d'Ulster:
- Comtat d'Antrim
- Comtat de Fermanagh
- Comtat d'Armagh
- Comtat de Tyrone
- Comtat de Derry
- Comtat de Down

## Economia
L'agricultura i la ramaderia aporten prop del 5% del PIB, i ocupen prop del 6% de la població activa (1996). Produeix cereals, lli, patates, hortalisses i fruita. De la ramaderia, té rellevància el bestiar boví. La indústria, basada en el tèxtil, l'alimentació i els productes farmacèutics, representa el 19% del PIB i ocupa el 24% de la població activa. El principal sector són els serveis, especialment les finances, que aportaren prop del 16% del PIB.
El turisme és un sector en expansió. La violència política permanent ha frenat el desenvolupament de l'economia nord-irlandesa: tot i l'estreta vinculació d'aquesta a la de la Gran Bretanya, la renda per habitant és considerablement inferior a la de la resta de l'estat (12.679 $ enfront de 18.410 $ el 1994), i l'atur és elevat (10,4% el 1996). Des del 1994, que hom rellançà el procés de pau, l'economia ha experimentat una certa reactivació.

## Religió
Les afiliacions religioses, basades en resultats de cens, variaren de la següent forma entre 1961 i 2001:
| Comunitat       | Habitants |
| --------------- | --------- |
| Protestant      | 895.377   |
| Catòlica Romana | 737.412   |
| Altres          | 6.569     |
| Cap             | 45.909    |
| Total           | 1.685.267 |

| Religions                       | 1961 | 1991 | 2001 |
| ------------------------------- | ---- | ---- | ---- |
| Catòlica Romana                 | 34,9 | 38,4 | 40,3 |
| Presbiteriana (protestant)      | 29,0 | 21,4 | 20,7 |
| Església d'Irlanda (protestant) | 24,2 | 17,7 | 15,3 |
| Altres religions                | 9,3  | 11,5 | 9,9  |
| NS/NC                           | 2,0  | 7,3  | 9,0  |
| Cap                             | 0,0  | 3,8  | 5,0  |

## Govern
El territori es regeix per la Government of Ireland Act del 1920, que regula unes funcions autonòmiques a nivell interior i gestió de certs recursos. Gaudeix d'un parlament a Stormont de 78 membres amb funcions legislatives no completes, i l'executiu és revisat per un Governor nomenat per Londres en nom de la Reina. També envien 19 diputats al parlament de Londres. La diada nacional protestant és el 12 de juliol (la batalla de Boyne).
Tanmateix, per a mantenir la supremacia protestant, es va mantenir molts anys el sistema de gerrymandisme, que obligava als possibles votants a tenir la propietat d'una casa (sufragi censatari) i també un sistema de recompte de vots i distribució dels districtes electorals que evitava l'existència d'algun que fos de majoria catòlica. El 1973 l'autogovern fou suspès pel govern de Londres, i des d'aleshores governà directament el territori. Des del 1998, però, l'autogovern s'ha restablert i es manté malgrat les pressions d'ambdues bandes.

## Símbols
Actualment no hi ha ni una bandera ni un escut d'armes oficials específics d'Irlanda del Nord.

### Bandera
L'única bandera amb utilització oficial és la britànica, l'anomenada Union Jack. Aquesta és la bandera que s'utilitza de forma rutinària en els edificis del govern britànic a Irlanda del Nord. Neix de la fusió de les creus de Sant Jordi (en representació d'Anglaterra), Sant Andreu (en representació d'Escòcia) i Sant Patrici (en representació d'Irlanda). Aquesta és la bandera que usen tant els unionistes com els lleialistes i rebutgen nacionalistes i republicans.

La bandera de l'Ulster, usada pel govern d'Irlanda del Nord anterior a 1973, es va utilitzar des de 1953 fins a 1972 per representar-lo institucionalment. Aquest govern va ser dissolt amb l'Acta Constitucional d'Irlanda del Nord de 1973, raó per la qual la bandera va deixar de tenir caràcter oficial. Tot i això, continua sent utilitzada per alguns equips esportius que representen Irlanda del Nord a nivell internacional, com per exemple la selecció de futbol d'Irlanda del Nord o l'equip d'Irlanda del Nord dels Jocs de la Commonwealth.

La bandera d'Irlanda o tricolor irlandesa és la de la República d'Irlanda. Molts republicans i alguns nacionalistes la consideren com l'única bandera de tota Irlanda.

## Història

### La guerra de la independència (1919-1921)
El 1919, quan encara tota l'illa d'Irlanda es manté sota sobirania britànica, els 73 diputats del Sinn Féin, partit independentista majoritari a Irlanda, deixen els seus escons buits al Parlament Britànic, tal com havien anunciat, mentre que al mateix temps, s'impulsa el Dáil Éireann, que nomenà un govern irlandès presidit per De Valera. Ni l'assemblea ni aquest govern són reconeguts pel Govern Britànic, però de fet, serà un autogovern que la gran majoria d'irlandesos aproven i legitimen. El Govern britànic, veient com la situació se li escapa de les mans, decideix enviar un exèrcit de mercenaris a combatre la desobediència. Aquests mercenaris seran coneguts com a "Black and tans" ('Negres i marrons') gràcies als colors del seu uniforme i seran els responsables d'autèntiques barbaritats i crims contra la població irlandesa. Es produeixen dos anys de guerra entre Black and tans i l'IRA. Finalment, el 1921, una representació del Sinn Féin, amb Michael Collins al capdavant i el govern britànic negocien una treva. Els britànics no podien controlar la situació de cap manera i el problema irlandès començava a tenir uns costos econòmics massa elevats. Gran Bretanya just acabava de sortir de la Primera Guerra Mundial, amb el desgast que això suposa i la guerrilla irlandesa causava veritables estralls. La població donava suport en massa a l'IRA. Es signa un pacte entre les dues parts amb els següents punts principals:
- Gran Bretanya reconeix la sobirania irlandesa sobre tota l'illa, però exigeix la creació d'un estat transitori que comprendrà els sis comtats del nord, de majoria protestant. Aquest estat transitori, haurà de decidir si s'incorpora a Irlanda o pel contrari a Gran Bretanya, cosa que fa l'any següent, deixant a milers d'irlandesos "abandonats" sota sobirania britànica. L'antic "Regne Unit de Gran Bretanya i Irlanda", passa a denominar-se "Regne Unit de Gran Bretanya i Irlanda del Nord".
- Per altra banda, la nova Irlanda serà reconeguda com una Monarquia Constitucional de 26 comtats, on el monarca britànic regnarà sota el títol de Rei d'Irlanda. Irlanda haurà de formar part de la Commonwealth i es crea la figura del Governador General (col·locat pels britànics) i el Primer Ministre (escollit mitjançant sufragi). També es redacta una constitució pròpia.

Quan el tractat és conegut per la comunitat irlandesa, les opinions estan molt dividides. A la Dáil Éireann es produeixen fortes discussions sobre els resultats de la negociació. Finalment, la votació obté 64 vots favorables al tractat i 57 en contra.

### La Guerra civil irlandesa
La major part de l'IRA es mostra totalment en contra del tractat i no l'accepta. L'IRA ocupa l'edifici de Four Courts a Dublín i el 22 de juny de 1922, l'exèrcit de l'Estat Lliure, aprovisionat per les forces britàniques obre foc contra l'edifici, fent esclatar diversos artefactes. Aquest fet serà l'inici de la Guerra Civil, que acabarà causant més morts que la Guerra d'Independència. Alguns destacats membres del bàndol anti-tractat seran executats com Liam Mellows al desembre del mateix any. També morirà Michael Collins a mans de la guerrilla anti-tractat durant una emboscada al comtat de Cork. La guerra acaba quan Eamon De Valera, que s'havia posicionat contrari al tractat, l'abril de 1923, fa una crida a aturar les accions armades, d'un i altre costat, de manera urgent i definitiva. A partir d'aquest moment, els camins dels 26 comtats del sud aniran separats del camí que seguiran els 6 comtats de l'Ulster sota dominació britànica.
Després de l'aplicació del tractat i de la partició, la comunitat irlandesa dels sis comtats que romandran sota dominació britànica se sent abandonada per la resta d'Irlanda, el moviment republicà caurà en una profunda crisi de la qual no en sortiran fins a alguns anys posteriors. La comunitat protestant de l'Ulster, per la seva banda, s'encoratja davant el triomf de la seva permanència al Regne Unit i s'estableix un sistema polític, social i econòmic que clarament marginarà la comunitat catòlica i/o irlandesa. Es crea, en paraules de James Craig "un parlament protestant per a una comunitat protestant", sense el més mínim interès per integrar la comunitat irlandesa. Electoralment, s'impulsa un sistema electoral conegut com a "Gerrymandering", en què només poden votar els propietaris dels habitatges i on els propietaris de les empreses tenen la possibilitat de votar fins a 4 o 5 vegades en unes mateixes eleccions segons els impostos pagats. Aquest sistema, no cal dir-ho, sobrerepresenta la comunitat protestant i feia que cada ajuntament tingués batlle unionista, fins i tot en aquells municipis on la majoria de la població era catòlica. Al mateix temps, es crea el RUC (Royal Ulster Constabulary), que serà la Policia d'Irlanda del Nord. Els membres d'aquest cos policial seran recrutats entre els sectors unionistes i protestants més radicals (entre un 90 i un 95% dels seus membres), creant d'aquesta manera una força policial totalment polititzada i parcial.
El 1925 es forma una comissió "independent" que haurà d'elaborar un informe on s'haurà de delimitar la frontera definitiva entre La República d'Irlanda i Irlanda del Nord. Molts republicans posen esperances en què aquesta comissió inclogui dins la Irlanda del Sud a alguns territoris que han quedat al nord i que són majoritàriament catòlics, però aquesta comissió acaba dictaminant que les fronteres no hauran d'ésser objecte de modificació. Al mateix temps el govern irlandès (Fine Gael) signava un document garantint que els sis comtats de l'Ulster pertanyen al Regne Unit. El 1937, com ja s'ha dit, amb De Valera a la presidència del govern irlandès, es publica una nova constitució per a Irlanda on es reconeix com a territori nacional la totalitat de l'Illa d'Irlanda, article que romandrà vigent fins als acords de pau de finals dels noranta.

### El renaixement del moviment republicà
Els primers anys de crisi republicana van tocant la seva fi quan la repressió per part dels governs britànic i irlandès vers alguns membres de l'IRA empresonats torna a despertar la consciència d'alguns sectors. Així, el 1940, Peter Barnes és penjat a Anglaterra, mentre que Tom D'Arcy i Seán McNeela moriran després de la realització d'una llarga vaga de fam reclamant el seu estatus com a "Prisoners of War" (Presoners de Guerra). El 1942, un altre membre de l'IRA, Tom Williams torna a ser penjat i a aquest li seguiran d'altres. Els funerals d'aquests activistes són multitudinaris a Dublín i reactiven l'adormit esperit de lluita i protesta. El 1948 un nou diari republicà, "The United Irishmen", comença a circular. El 1951, activistes de l'IRA assalten una caserna a Derry, coincidint amb la visita oficial de la família reial britànica. El 1954, l'IRA assalta una caserna de l'exèrcit britànic a Armagh, apropiant-se d'un nombrós arsenal. A les eleccions de 1955, el Sinn Féin es recupera i obté 12 representants al parlament britànic. El 1956, l'IRA inicia l'operació Harvest, consistent en l'atac a casernes i oficines que les forces d'ocupació britàniques tenen a Irlanda del Nord.

### La resposta britànica
L'autoritat britànica respon a l'augment d'activitat per part de l'IRA i la resistència irlandesa procedint a la il·legalització del Sinn Féin, fet que s'acaba produint el 1957 i que durarà fins al 1974. Alhora, el RUC (Policia nordirlandesa) augmenta la seva duresa en la seva repressió. El mateix any 1957 Seán Sabhat i Fergal O’Hanlon són morts per l'actuació d'aquest cos policial. També el RUC, a partir d'aquell mateix any de 1957, seguint les directrius de les autoritats britàniques, començaran a aplicar la pràctica del "internment without trial", és a dir, empresonament sense judici. Circulen uns documents entre els membres del RUC on es diu que tota persona sospitosa de voler acabar amb l'autoritat britànica a la zona podrà ser empresonada de manera "preventiva". El 1958, James Crossan, membre del Sinn Féin és disparat i assassinat pel RUC sense que cap agent fos imputat per cap mena de conducta inapropiada. El 1965, el Sinn Féin decideix variar la seva estratègia i decideix ocupar els escons al parlament de Dublín i d'Irlanda del Nord. Això provoca una escissió en el si de l'IRA el 1969. Mentre l'ala oficial decidirà optar per declarar una treva, sorgeix també l'IRA Provisional, que mantindrà vigent la lluita armada.

### La lluita pels drets civils
Diversos agents socials de la població civil irlandesa/catòlica de l'Ulster es comencen a mobilitzar per acabar amb les injustícies i les desigualtats que afecten a aquest sector de la població d'Irlanda del Nord. El moviment s'organitza en la "Northern Ireland Civil Rights Association" (NICRA), que aconsegueix aglutinar a diversos sectors republicans i fins i tot algun de protestant. Es produeixen multitudinàries manifestacions, que pressionen el govern britànic. Es reclama la fi del Gerrymandering (sistema electoral discriminatori) sota el lema: "One man, one vote" (Un home, un vot), la fi del sectarisme, el final de la discriminació laboral i la fi de l'empresonament sense judici. Les marxes que es van anar succeint durant la segona part de la dècada dels seixanta, varen culminar en la gran marxa de 1968 a Derry, la qual va ser durament reprimida per la policia. Aquesta repressió, que va afectar membres de la premsa, va acabar jugant en contra de l'autoritat britànica, ja que les dures imatges de la repressió a una manifestació pacífica van ser objecte de comentari a multitud de mitjans de comunicació arreu del món.

### Els "troubles", o els 30 anys de conflicte armat
Encara que mai ha estat reconeguda oficialment com a "guerra" els anys que van des de finals de la dècada dels seixanta fins als acords de pau als noranta han sigut una guerra de facto entre dues societats fortament enfrontades a Irlanda del Nord.
A Derry, després de la dura repressió a la manifestació pels drets civils del 1968, el moviment republicà es radicalitza encara més. El 1969, es produeix una autèntica revolta al barri catòlic del Bogside, que acabarà sent popularment conegut com "The Battle of the Bogside". La "batalla" durarà un any i es desencadena després que el RUC assassinara dos civils al barri. La comunitat republicana aixecà enormes barricades al Bogside i als barris catòlics veïns (Brandywell i Creggan) impedint l'entrada de les forces policials. El RUC inicia llavors una ofensiva per recuperar el control de la zona però aquesta ofensiva fracassarà degut a la resistència veïnal que durant tres dies i tres nits impedeixen l'entrada de la policia. Nombrosos membres del RUC resultaran ferits i la policia es veurà obligada a retrocedir. Uns dies més tard, el govern britànic decideix posar fi a la revolta enviant els B Specials, que era una secció del RUC esclusivament protestant. Aquests també seran testimonis de la "rebuda" del Bogside i finalment, un any després, és el mateix exèrcit britànic l'encarregat de posar punt final a la revolta emprant un contingent de 5000 soldats recolzats amb carros de combat.
El mateix any (1969), a Belfast, es produeix una autèntica batalla entre barris catòlics i protestants. Carrers de transició entre barris són escenari de trets i explosions i serà famosa una "incursió" d'unionistes a Bombay Street (barri catòlic) on els protestants aniran cremant impunement les cases del carrer, tot mostrant l'Union Flag (bandera oficial del Regne Unit).
El 1972, a Derry la NICRA promou una nova manifestació per tornar a incidir en la reclamació dels drets civils per a tothom. La manifestació recorre els carrers del Bogside, aplega 20.000 persones reclamant el final de l'internament sense judici, la discriminació laboral, etc. però la marxa serà finalment recordada com a Bloody Sunday, ja que el cos de paracaigudistes de l'exèrcit britànic reprimirà la manifestació amb foc real, matant 14 persones. Després d'aquells fets cap militar britànic va ésser inhabilitat. L'excusa va ser que els manifestants van atacar els militars amb foc real i bombes i que l'exèrcit es va veure obligat a respondre, però no és això el que testimonien els nombrosos presents i fotografies. Cap soldat britànic va resultar ferit aquell dia. Les famílies dels morts encara esperen avui (35 anys després) una investigació oficial sobre aquells fets que pugui servir per jutjar els responsables.
L'internament sense judici va ser una pràctica habitual entre el RUC i resta de forces d'ordre britàniques, sent més de 2000 persones afectades per aquesta pràctica instaurada fins a 1975.
El 1972, a Belfast 5 civils són morts després de trets del RUC. L'IRA provisional realitza accions contra diversos interessos britànics durant la dècada dels setanta, com la bomba que va esclatar a la presó de Mountjoy, però en l'augmentar també la repressió a la República d'Irlanda, també actua a l'altre costat de la frontera, atemptant contra comissaries de la Garda (Policia de la República d'Irlanda) i altres objectius. El 1974, es produeix un motí a la presó de Maze, a prop de la ciutat de Lisburn, per part dels presoners polítics de l'IRA, la revolta serà reprimida durament. L'autoritat britànica decideix optar per l'estratègia del càstig al republicanisme radical i la negociació amb el republicanisme més moderat, representat per l'SDLP (Social Democratic and Labour Party). El 1979, es produeix a Belfast un meeting realment massiu on diversos oradors demanen enèrgicament la retirada de l'autoritat britànica d'Irlanda. El 1980 diverses presoneres polítiques irlandeses asseguren haver patit diversos maltractes i vexacions a les presons.

#### Vaga de fam de 1981
El 19 de desembre de 1980, els presoners del Bloc H (màxima seguretat) de la presó de Maze finalitzen una vaga de fam, ja que existeixen indicis d'una possible negociació amb les autoritats. Els presoners rebutgen vestir amb l'uniforme de la presó, ja que el consideren un uniforme criminal, a canvi, van despullats amb una manta al voltant del cos. Esperen que se’ls deixi portar la seva pròpia roba i millorar algunes de les pèssimes condicions en les quals es troben (manca de tota l'aigua necessària, manca de matalassos per dormir...). Les negociacions fracassen i els presos es revolten a les seves cel·les, trencant tot allò que tenen a l'abast. A partir de març de 1981, els presos decideixen tornar a començar una vaga de fam, aquest cop fins a les darreres conseqüències. El primer presoner a posar-se en vaga és Bobby Sands i els altres aniran entrant gradualment. La situació és molt delicada, les autoritats es neguen a negociar i les famílies dels presos pateixen moltíssim amb la situació. Davant l'immobilisme britànic, el Sinn Féin i els presos decideixen que una bona estratègia de pressió seria proposar a Bobby Sands com a candidat al comtats de Tyrone i Fermanagh en les properes eleccions. La candidatura de Sands mou a moltíssima gent en la seva campanya electoral i s'aconsegueix que els altres partits republicans no es presentin separant el vot catòlic. Finalment, el 30 d'abril de 1981, Sands guanya les eleccions a Fermanagh i Tyrone (30.492 vots contra 29.046 del candidat unionista) convertint-se en diputat del parlament britànic. L'alegria de la victòria contrasta amb la ràbia i tristor que provoca l'immobilisme britànic en el tema de les presons. Finalment, molt poc després de les eleccions, Sands mor i després d'ell, nou presos més seguiran el seu camí. Algunes famílies decideixen posar fi a la dramàtica situació i autoritzar l'alimentació forçosa. La mort dels 10 presos provoca un impacte brutal en la societat republicana, produint-se bullangues a algunes localitats. Els funerals seran multitudinaris.
Es segueixen més de 10 anys de tensions i conflicte on es produeixen diverses morts d'un i altre costat. El 1983 es produeix la fugida de 38 presos del bloc H de la presó de Maze, El govern britànic emprarà molts dels seus recursos en la detenció del fugits. Es fan tristament famoses les escenes de cops de porra d'antiavalots als cementiris. El 1988 tres membres de l'IRA desarmats són disparats a Gibraltar per soldats britànics, causant-los la mort. El funeral d'un dels membres serà atacat amb granades i trets per part de paramilitars unionistes, matant a tres persones més i ferint-ne unes quantes. El mateix any, el Sinn Féin i l'SDLP emprenen unes primeres converses amb la finalitat de poder crear un "escenari de pau". El 1989, al mateix temps que queia el mur de Berlín, diversos activistes, desafiant les forces policials i militars britàniques, procedeixen al desbloquejament i la reobertura de les carreteres, tallades anys enrere amb terra, runa i deixalles, entre la República i Irlanda del Nord.

### El procés depau
Serà a partir de la dècada del noranta quan comença el final de l'activitat armada d'ambdós bàndols a Irlanda del Nord. El 1994, l'IRA declara una treva després de l'evolució de diversos contactes secrets amb el govern britànic. Un mes després, les principals organitzacions armades unionistes també s'afegeixen a l'alto el foc. S'apropen presos des de presons angleses i el Sinn Féin veu reconegut el seu paper com a actor polític imprescindible, tant al Nord com al sud d'Irlanda. Aquelles negociacions es van acabar truncant i el 1996 l'IRA anuncia la represa de la seva activitat armada, fent dos atemptats a zones de negoci de Londres i Manchester que causaran unes pèrdues econòmiques brutals pel Regne Unit. El Sinn Féin torna a quedar exclòs per la resta de forces polítiques, tot i que les darreres eleccions li donen el 16% dels vots. Durant els anys següents es produeixen violents enfrontaments quan en les celebracions del 12 de juliol, les marxes orangistes insisteixen a desfilar també pels barris catòlics. Finalment, el 1997, ja amb Tony Blair com a Primer Ministre, l'IRA anuncia un segon alto el foc. A partir d'aquí, per primera vegada des de 1921, republicans i catòlics s'asseuen a una mateixa taula per negociar el futur d'Irlanda del Nord. També serà la primera vegada, des que Michael Collins negocià el tractat d'independència d'Irlanda (del sud) en què un Primer Ministre britànic rebrà públicament a un representant del Sinn Féin.
Les negociacions entre totes les forces polítiques i els governs britànic i irlandès comencen des d'aquest moment. Finalment, la setmana santa de 1998 s'arriba a un acord que passarà a la història com "the Good Friday Agreement" (l'Acord de Divendres Sant). Aquest acord té força ambigüitats, cosa que permet sortir amb el cap alt a totes les forces. Aquestes ambigüitats, però, hauran d'ésser concretades en els anys posteriors. L'acord estableix la creació de tres noves institucions:
1. Un parlament propi per a Irlanda del Nord amb 108 escons. Aquest parlament tindrà certs poders legislatius i executius, s'escollirà un president i 10 ministres sortits de tots els partits de la província. Això obliga a tots els partits a "conviure" a l'executiu amb la resta de forces de tots dos costats.
2. Un Consell que relacionarà Irlanda del Nord i la República d'Irlanda amb relació a certs àmbits (agricultura, turisme, pesca, transports...). Per primera vegada algunes decisions que afecten a Irlanda del Nord són preses des de Dublín.
3. Un altre Consell que relacionarà Irlanda del Nord, Escòcia, Gal·les i Anglaterra on es tindrà l'objectiu d'afavorir les relacions entre aquests territoris.

A part d'aquestes noves institucions, es pacten una sèrie de voluntats per part de totes les parts: El respecte a la voluntat del poble d'Irlanda del Nord en les eleccions democràtiques. El compromís amb la pau de totes les forces polítiques representades. Cercar el desarmament dels diversos grups armats. L'alliberament de la majoria de presos d'aquelles organitzacions que respecten l'alto el foc. La modificació de la demanada constitucional irlandesa sobre Irlanda del Nord (La constitució de la República d'Irlanda modifica el seu segon punt on es reconeixia com a territori nacional a la totalitat de l'illa). Finalment, també es reconeix el gaèlic com a idioma oficial d'Irlanda del Nord.
Durant els anys posteriors, s'ha anat avançant, encara que amb molts entrebancs, cap al compliment d'alguns dels diversos acords, molts altres, deu anys després continuen sense cap avenç. L'autonomia norirlandesa ha estat suspesa per Londres a causa de les pressions del DUP, partit unionista més radical i majoritari, contrari a la negociació, si aquesta inclou el Sinn Féin. Així, el DUP es negà a governar al costat del Sinn Féin. Finalment, però, el 2007 es tornen a produir eleccions i, després d'alguns mesos de negociació, s'arriba a un acord entre el DUP i el Sinn Féin per a restablir el Parlament nordirlandès. El reverent Ian Paisley (DUP) governarà com a primer ministre, mentre que Martin McGuinness (Sinn Féin) serà escollit vice-primer ministre.
A la banda republicana, diversos sectors s'han sentit traïts per la deriva reformista que està prenent el Sinn Féin. No veuen amb bons ulls les negociacions amb els britànics i totes les cessions que s'estan fent. Així, hi ha hagut diverses escissions, com el sector anomenat Republican Sinn Féin o el 32 Counties Sovereignty Movement (Moviment per la sobirania dels 32 comtats), que es mantenen favorables a mantenir la lluita armada, juntament amb l'IRSP (Irish Republican Socialist Party), tot considerant la negociació com a l'inici de la derrota i l'acceptació de la llei britànica a Irlanda.

## Principi d'acord sobre el Brexit amb relació a Irlanda del Nord
El dimecres 14 de novembre, el Regne Unit i la UE van arribar a un principi d'acord sobre el Brexit, romanent la totalitat del Regne Unit dins de la Unió Duanera de la Unió Europea durant els dos anys de transició posteriors a la data del Brexit, previst per al 29 de març amb disposicions reguladores específiques per a Irlanda del Irlanda del Nord i Gibraltar que tindrien dos anys per pactar acords duaners i fiscals amb la UE. Theresa May va quedar a expenses de que el Parlament de Westminster aprovés el preacord.